# Olympische Sommerspiele 1956/Teilnehmer (Philippinen)
| Gelbes Symbol für Goldmedaillen mit stilisierten Olympischen Ringen | Graues Symbol für Silbermedaillen mit stilisierten Olympischen Ringen | Braundes Symbol für Bronzemedaillen mit stilisierten Olympischen Ringen |
| ------------------------------------------------------------------- | --------------------------------------------------------------------- | ----------------------------------------------------------------------- |
| —                                                                   | —                                                                     | —                                                                       |

Die Philippinen nahmen an den Olympischen Sommerspielen 1956 im australischen Melbourne mit einer Delegation von 39 Sportlern, 35 Männer und vier Frauen, an 30 Wettkämpfen in sieben Sportarten teil.
Jüngster Athlet war der Schwimmer Bana Sailani (19 Jahre und 42 Tage), ältester Athlet war der Sportschütze Hernando Castelo (50 Jahre und 105 Tage). Es war die siebte Teilnahme des Landes an Olympischen Sommerspielen.

## Teilnehmer nach Sportarten

### Basketball
Herren
- Ergebnisse
Hauptrunde: Gruppe A, fünf Punkte, 184:226 Punkte, Rang zwei, für das Viertelfinale qualifiziert
94:55-Sieg gegen Thailand
77:61-Sieg gegen Japan
53:121-Niederlage gegen die USA
Viertelfinale: Gruppe A, vier Punkte, 204:225 Punkte, Rang vier, nicht für das Halbfinale qualifiziert
70:79-Niederlage gegen Uruguay
65:58-Sieg gegen Frankreich
69:88-Niederlage gegen Chile
Spiel um Platz fünf bis acht
70:80-Niederlage gegen Bulgarien
75:68-Sieg gegen Chile
Rang sieben
- Kader
Carlos Badion
Rafael Barretto
Ramón Campos
Loreto Carbonell
Tony Genato
Eddie Lim
Carlos Loyzaga
Ramón Manulat
Leonardo Marquicias
Mariano Tolentino
Martin Urra
Antonio Villamor

### Boxen
Herren
- Alberto Adem
  - Bantamgewicht

Rang 17
Runde eins: Niederlage gegen Sun-Cheon Song aus Südkorea nach Punkten

- Federico Bonus
  - Fliegengewicht

Rang neun
Runde eins: Freilos
Runde zwei: Niederlage gegen Mircea Dobrescu aus Rumänien nach Punkten

- Manuel de los Santos
  - Halbweltergewicht

Rang neun
Runde eins: Freilos
Runde zwei: Niederlage gegen Ui-Gyeong Hwang aus Südkorea durch Disqualifikation

- Celedonio Espinosa
  - Leichtgewicht

Rang neun
Runde eins: Freilos
Runde zwei: Niederlage gegen Harry Kurschat aus Deutschland nach Punkten

- Paulino Meléndres
  - Federgewicht

Rang 17
Runde eins: Niederlage gegen Bernhard Schröter aus Deutschland nach Punkten

### Gewichtheben
Herren
- Rodrigo del Rosario
  - Federgewicht

Finale: 190,0 kg, Wettkampf nicht beendet (DNF)
Militärpresse: 102,5 kg, Rang vier
Reißen: 87,5 kg, Rang 18
Stoßen: kein gültiger Versuch

- Pedro Landero
  - Bantamgewicht

Finale: Wettkampf nicht beendet (DNF)
Militärpresse: kein gültiger Versuch
Reißen: nicht angetreten
Stoßen: nicht angetreten

### Leichtathletik
Damen
- Manolita Cinco
  - 80 Meter Hürden

Runde eins: ausgeschieden in Lauf drei (Rang sieben), 12,1 Sekunden (handgestoppt), 12,20 Sekunden (automatisch gestoppt)

- Francisca Sanopal
  - 80 Meter Hürden

Runde eins: ausgeschieden in Lauf vier (Rang fünf), 11,8 Sekunden (handgestoppt), 12,15 Sekunden (automatisch gestoppt)

Herren
- Ciriaco Baronda
  - Hochsprung

Qualifikationsrunde: 1,92 Meter, Rang 21, für das Finale qualifiziert
1,70 Meter: gültig, ohne Fehlversuch
1,78 Meter: gültig, ohne Fehlversuch
1,82 Meter: gültig, ohne Fehlversuch
1,88 Meter: gültig, ohne Fehlversuch
1,92 Meter: gültig, ein Fehlversuch
Finale: 1,92 Meter, Rang 17
1,80 Meter: ausgelassen
1,86 Meter: gültig, ohne Fehlversuch
1,92 Meter: gültig, ein Fehlversuch
1,96 Meter: ungültig, drei Fehlversuche

- Pablo Somblingo
  - 400 Meter Hürden

Runde eins: ausgeschieden in Lauf eins (Rang fünf), 54,5 Sekunden (handgestoppt), 54,66 Sekunden (automatisch gestoppt)
  - 400 Meter Lauf

Runde eins: ausgeschieden in Lauf zwei (Rang sechs), 49,4 Sekunden (handgestoppt), 49,50 Sekunden (automatisch gestoppt)

### Ringen
Herren
- Nicolas Arcales
  - Mittelgewicht

ausgeschieden nach Runde zwei mit sechs Minuspunkten
Runde eins: Schulterniederlage gegen Johann Sterr aus Deutschland, drei Minuspunkte
Runde zwei: Schulterniederlage gegen Giorgi Sergejewitsch Schirtladse aus der Sowjetunion, sechs Minuspunkte

- Ernesto Ramel
  - Bantamgewicht

ausgeschieden nach Runde zwei mit sechs Minuspunkten
Runde eins: Schulterniederlage gegen Sang-Gyun Lee aus Südkorea, drei Minuspunkte
Runde zwei: Schulterniederlage gegen Mykhailo Shakhov aus der Sowjetunion, sechs Minuspunkte

- Mateo Tanaquin
  - Leichtgewicht

ausgeschieden nach Runde zwei mit sechs Minuspunkten
Runde eins: Schulterniederlage gegen Mario Tovar González aus Mexiko, drei Minuspunkte
Runde zwei: Niederlage gegen James Taylor aus Großbritannien (0:3), sechs Minuspunkte

### Schießen
Herren
- Enrique Beech
  - Tontaubenschießen

Finale: 152 Punkte, Rang 24

- Hernando Castelo
  - Kleinkaliber liegend

Finale: 592 Punkte, Rang 34
Runde eins: 97 Punkte, Rang
Runde zwei: 99 Punkte, Rang
Runde drei: 98 Punkte, Rang
Runde vier: 100 Punkte, Rang
Runde fünf: 98 Punkte, Rang
Runde sechs: 100 Punkte, Rang

- Martin Gison
  - Freies Gewehr Dreistellungskampf

Finale: 1043 Punkte, Rang 13
Kniend: 368 Punkte, Rang sieben
Runde eins: 90 Punkte
Runde zwei: 92 Punkte
Runde drei: 95 Punkte
Runde vier: 91 Punkte
Liegend: 387 Punkte, Rang sechs
Runde eins: 96 Punkte
Runde zwei: 98 Punkte
Runde drei: 97 Punkte
Runde vier: 96 Punkte
Stehend: 288 Punkte, Rang 18
Runde eins: 76 Punkte
Runde zwei: 74 Punkte
Runde drei: 72 Punkte
Runde vier: 66 Punkte

- - Schnellfeuerpistole

Finale: 551 Punkte, 60 Treffer, Rang 22
Runde eins: 268 Punkte, 30 Treffer, Rang 26
Runde zwei: 283 Punkte, 30 Treffer, Rang 16

- Ricardo Hizon
  - Freie Scheibenpistole

Finale: 456 Punkte, Rang 32
Runde eins: 71 Punkte, Rang 31
Runde zwei: 73 Punkte, Rang 31
Runde drei: 81 Punkte, Rang 30
Runde vier: 73 Punkte, Rang 33
Runde fünf: 85 Punkte, Rang 25
Runde sechs: 73 Punkte, Rang 33

- César Jayme
  - Kleinkaliber liegend

Finale: 594 Punkte, Rang 23
Runde eins: 99 Punkte, Rang 21
Runde zwei: 98 Punkte, Rang 36
Runde drei: 99 Punkte, Rang 23
Runde vier: 99 Punkte, Rang 21
Runde fünf: 99 Punkte, Rang 29
Runde sechs: 100 Punkte, Rang 14

### Schwimmen
Damen
- Gertrudes Lozada
  - 100 Meter Freistil

Runde eins: ausgeschieden in Lauf drei (Rang sieben), 1:13,7 Minuten
  - 400 Meter Freistil

Runde eins: ausgeschieden in Lauf eins (Rang sechs), 5:34,2 Minuten

- Jocelyn von Giese
  - 100 Meter Rücken

Runde eins: ausgeschieden in Lauf zwei (Rang sieben), 1:20,0 Minuten

Herren

4 × 200 Meter Freistil Staffel
- Ergebnisse
Runde eins: ausgeschieden in Lauf zwei (Rang sechs), 9:05,7 Minuten
- Staffel
Dakula Arabani
Ulfiano Babol
Agapito Lozada
Bana Sailani

Einzel
- Dakula Arabani
  - 100 Meter Freistil

Runde eins: ausgeschieden in Lauf fünf (Rang sechs), 1:00,2 Minuten

- Ulfiano Babol
  - 400 Meter Freistil

Runde eins: ausgeschieden in Lauf eins (Rang sechs), 4:53,4 Minuten

- Pedro Cayco
  - 100 Meter Rücken

Runde eins: ausgeschieden in Lauf zwei (Rang sechs), 1:11,6 Minuten

- Agapito Lozada
  - 200 Meter Schmetterling

Runde eins: ausgeschieden in Lauf drei (Rang vier), 2:43,5 Minuten

- Palsons Nabiula
  - 200 Meter Brust

Runde eins: ausgeschieden in Lauf eins, disqualifiziert
  - 200 Meter Schmetterling

Runde eins: ausgeschieden in Lauf zwei (Rang fünf), 3:03,2 Minuten

- Bana Sailani
  - 400 Meter Freistil

Runde eins: ausgeschieden in Lauf vier (Rang sieben), 4:49,0 Minuten
  - 1500 Meter Freistil

Runde eins: ausgeschieden in Lauf drei (Rang vier), 19:16,8 Minuten